# Museu Diocesà i Comarcal de Solsona
El Museu Diocesà i Comarcal de Solsona és un museu d'art i arqueologia que es troba a Solsona (Solsonès). Figura inscrit al Registre de Museus de Catalunya amb el número 20. És considerat un dels principals museus d'art medieval a Catalunya.

## Història
El Museu Diocesà i Comarcal de Solsona té el seu origen l'any 1896, quan el bisbe Ramon Riu i Cabanes, impulsat pel desig de salvaguarda i difusió del patrimoni del bisbat, inaugurà el Musaeum Archaeologicum Dioecesanum de Solsona, convertint-se en un dels primers museus diocesans de Catalunya.
El seu desig era, també, que fossin retornades a la diòcesi les obres que el bisbe Josep Morgades s'havia endut al Museu Episcopal de Vic (inaugurat el 1891). No ho va aconseguir, però sí que el Museu ha estat fonamental per a la salvaguarda de moltes obres d'art de les esglésies del bisbat.
Fou aleshores un Museu capdavanter que, com el Museu Episcopal de Vic, inicià una tasca important de recollida i conservació d'objectes d'art sacre i d'ús litúrgic. En un primer moment el Museu s'instal·là a l'edifici de l'antic seminari (edifici de l'Hospital Llobera, actual seu del Consell Comarcal del Solsonès), juntament amb una aula d'arqueologia sagrada cristiana, sota la direcció dels Drs. Marià Grandia i Jaume Viladrich.
El 1898, el bisbe Riu adquirí en subhasta pública una col·lecció d'objectes de sal i obres d'art, procedents del Museu de Sal de Cardona, propietat de Mn. Riba i Fígols, que passaren al Museu.
Mn. Joan Serra i Vilaró donà l'impuls definitiu a aquesta institució quan fou nomenat director pel bisbe Lluís Amigó el 1909. Aleshores creà la secció de prehistòria del Museu, que abastà milers d'objectes procedents d'excavacions arqueològiques que ell mateix executà arreu del Bisbat. Fou una tasca ingent que donà al Museu Diocesà de Solsona una personalitat pròpia i sense parió. Aquest creixement provocà el trasllat del Museu als sobreclaustres de la catedral. Quan Mn. Serra i Vilaró fou cridat a Tarragona l'any 1925, Mn. Santamaria prengué la direcció del Museu fins a l'esclat de la guerra, el 1936.
Durant la guerra civil, el comitè revolucionari de Solsona, presidit per Francesc Viadiu, es feu càrrec del Museu i nomenà Manuel Boixader com a director. El comitè intervingué directament en la salvació del Museu i de molts béns de les parròquies que hi foren traslladats i ocuparen les sales del primer pis del palau episcopal. Cap al final de l'enfrontament bèl·lic, una bona part del fons del Museu passà a Ginebra per ordre del govern de la República.
Una nova etapa del Museu s'inicià el 1939 quan el Dr. Antoni Llorens n'assumí la direcció i en negocià la recuperació dels béns. També va aconseguir el trasllat de les pintures de Sant Quirze de Pedret, de Sant Vicenç de Cardona i de Sant Pau de Casserres, que, pel mateix motiu, s'havien portat a Barcelona. Paral·lelament, incorporà noves obres que augmentaren el fons i permeteren la inauguració del Museu renovat el 8 de setembre de 1944, amb les sales d'exposició al primer pis del Palau Episcopal i als sobreclaustres.
El Dr. Llorens romangué al capdavant del Museu fins al 1977, quan n'assumí la responsabilitat Mn. Antoni Bach i Riu. El pas dels anys sense una renovació de les sales i la falta de recursos econòmics obligà a tancar temporalment el Museu a finals dels anys setanta.
Des del 1982 el museu és regit per un Patronat del qual formen part el Departament de Cultura de la Generalitat, el Bisbat de Solsona i l'Ajuntament de la ciutat. El 1995 es va incorporar al Patronat el Consell Comarcal del Solsonès.

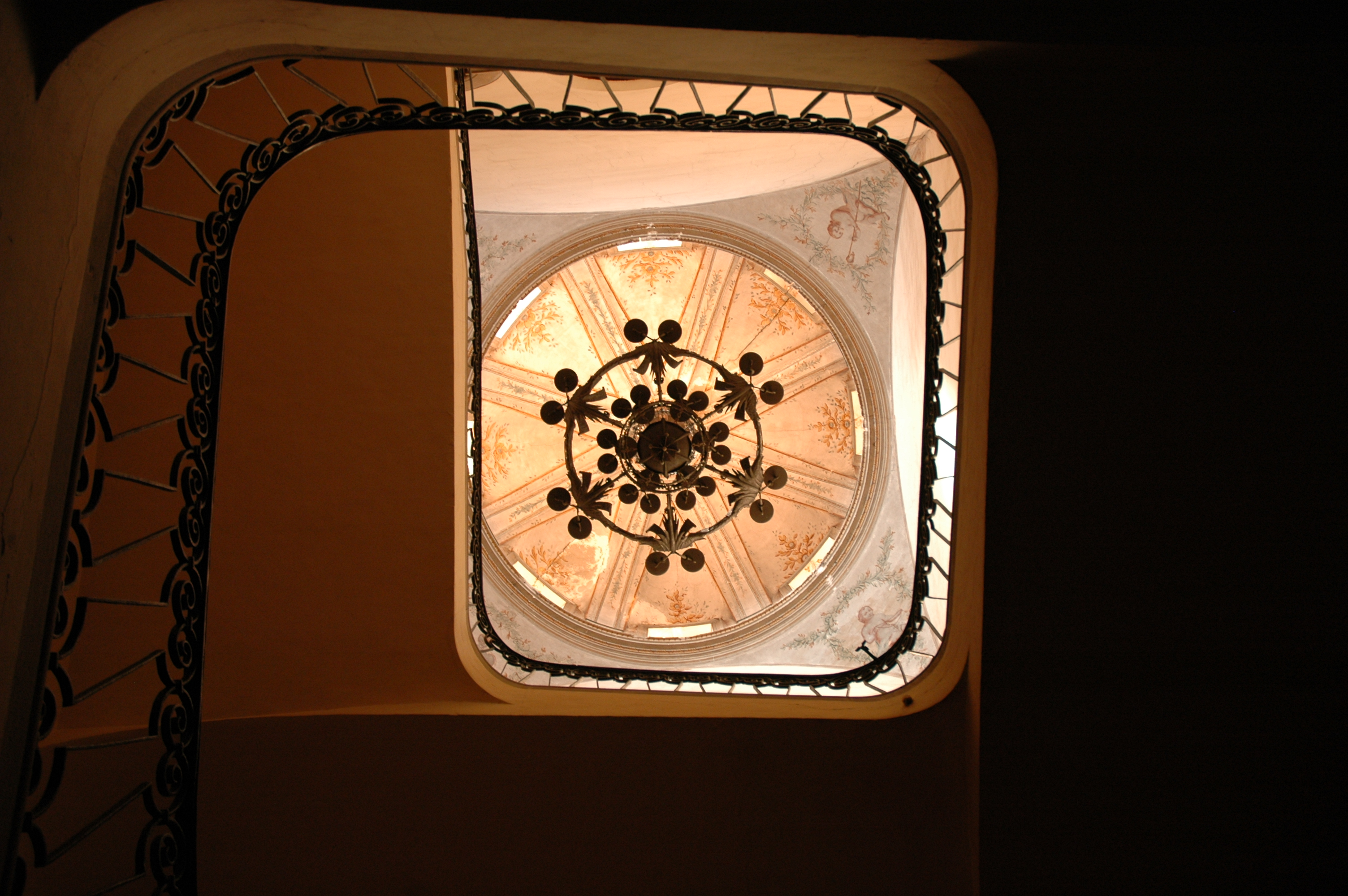
Escala interior

El Patronat sorgit arran del conveni signat l'any 1982 possibilità la remodelació global del Museu, que es dugué a terme en dues fases.
1. La primera comprengué la recepció, les sales d'actes i d'exposicions temporals, a més de les de prehistòria, edat antiga i edat mitjana (romànic). Aquesta fase fou inaugurada el 26 de novembre de 1983, amb amb el nom de Museu Diocesà i Comarcal de Solsona, essent el seu director Mn. Joaquim Calderer i director tècnic Josep Maria Trullén i Thomas.[cal citació]
2. La segona fase abastà les sales d'edat mitjana (gòtic) i edats moderna i contemporània, juntament amb les reserves, la biblioteca i el taller de restauració. S'inaugurà el 25 de novembre de 1989, amb unes instal·lacions que avui permeten l'exhibició òptima de les col·leccions del Museu.[cal citació]

Paral·lelament es van realitzar i publicar els catàlegs científics dels seus fons.
Amb la reforma del Museu, aquest rebé en dipòsit la Col·lecció Etnogràfica del Solsonès, propietat de l'Ajuntament de Solsona. Els fons d'aquesta col·lecció, formada per més de 2500 objectes de caràcter etnogràfic, constitueixen la secció d'etnografia del Museu D. i C. de Solsona.

## Col·leccions
L'itinerari de visita segueix un ordre cronològic. Comença amb les sales dedicades a la prehistòria / protohistòria, i al món antic i segueix amb les sales d'art romànic, gòtic, renaixement i barroc. Durant l'itinerari es poden veure, també, alguns espais i dependències de la catedral i de l'antiga canònica.
Prehistòria i Protohistòria

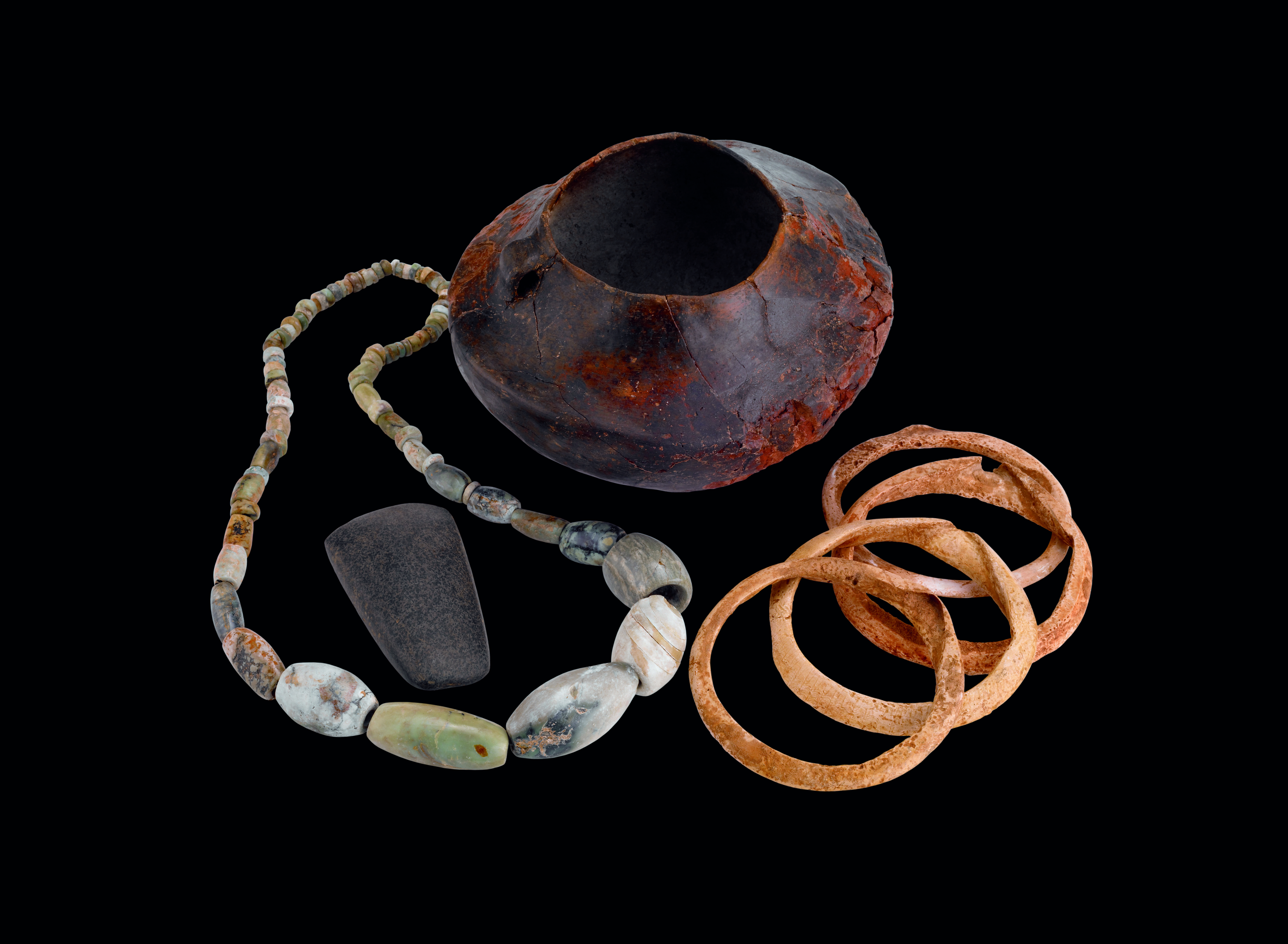
Mostra d'objectes del Neolític mitjà

El Museu de Solsona guarda un dels fons d'arqueologia més importants del país.
Les col·leccions de prehistòria i protohistòria del Museu provenen de les excavacions realitzades a principis del segle XX pel seu director en aquell moment, Mn. Joan Serra i Vilaró. Els objectes de prehistòria abasten els períodes del Neolític, del calcolític i de l'edat del bronze fins a l'edat del ferro i provenen majoritàriament d'aixovars de jaciments funeraris.
Els materials del període protohistòric són fruit de les excavacions dutes a terme als poblats ibèrics i iberoromans d'Anseresa i Castellvell (Olius, el Solsonès) i Sant Miquel de Sorba (Montmajor, el Berguedà).
Preromànic

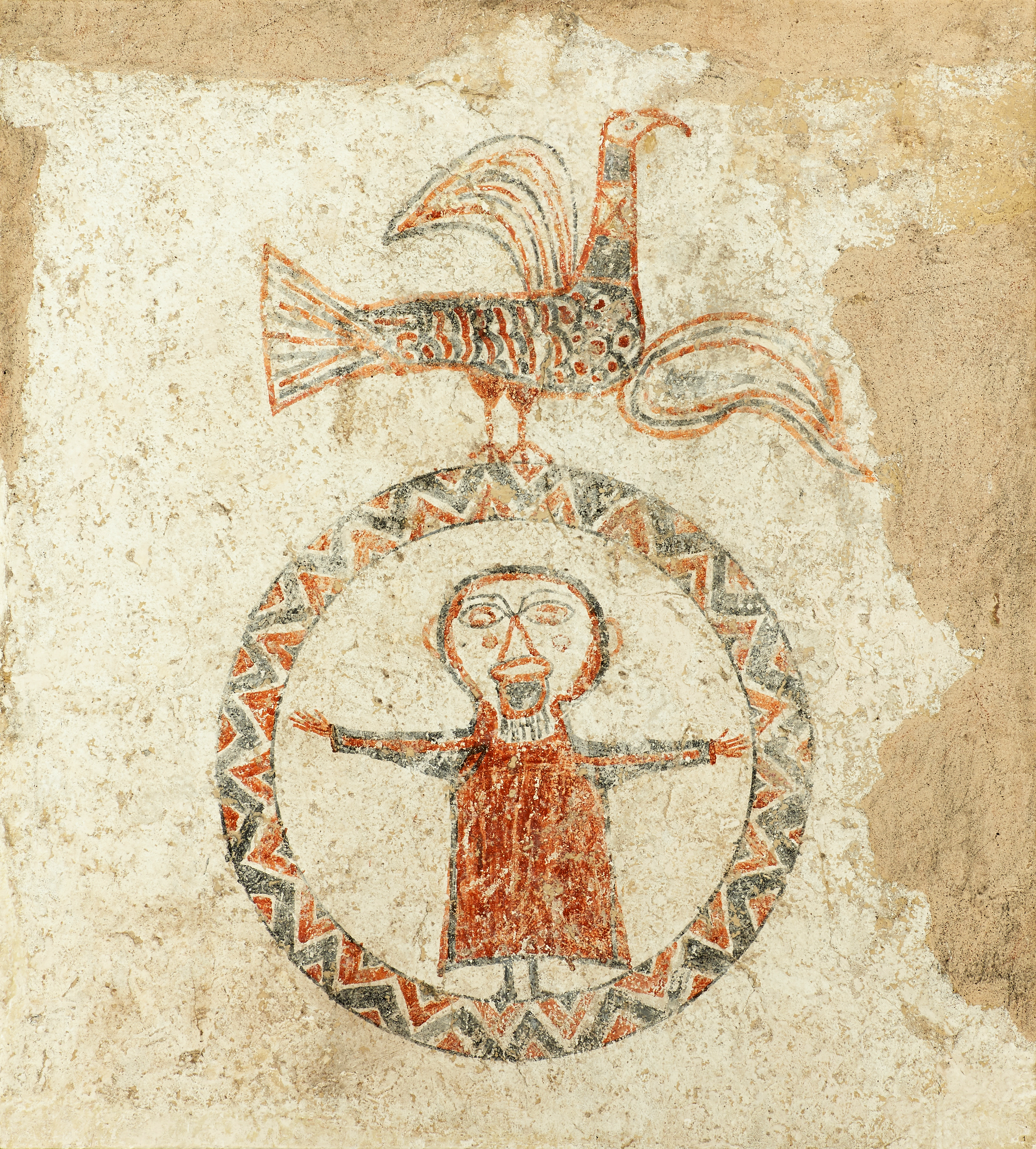
MDCS 1 - Orant de Pedret

El Museu de Solsona custodia una petita mostra d'obres que realitzades entre els segles v i x corresponents al preromànic. En aquest període l'estètica no es defineix per uns trets característics en concret, sinó per pertànyer a un període històric previ a la manifestació artística de l'art romànic.
Les obres més conegudes procedeixen de l'església berguedana de Sant Quirze de Pedret, dues de les quals són pintures murals, conegudes com L'orant i El cavaller, un important testimoni de la pintura mural conservada a Catalunya.
Romànic
Es tracta de la secció més extensa del Museu, i aplega un conjunt d'objectes identitaris, tant de l'antic monestir de Santa Maria de Solsona com de les petites esglésies que formen la diòcesi. La majoria d'aquests elements procedeixen de les comarques del Solsonès i del Berguedà.
Les obres que integren el fons d'art romànic del Museu responen, majoritàriament, a una temàtica religiosa i d'ús litúrgic, que ens apropa a comprendre la vida i les creences en l'edat mitjana al Solsonès i a les comarques veïnes. Gran part dels objectes conservats són elements estructurals que ens permeten aproximar-nos a les construccions arquitectòniques que comprenia l'antiga canònica de Santa Maria de Solsona, així com a les esglésies de l'actual diòcesi. Un conjunt important d'aquests objectes, molts dels quals fragmentaris, és un clar testimoni del magnífic claustre romànic de Santa Maria, destruït a mitjan segle xviii per construir-hi l'actual. L'estil de tots aquests objectes, pel que fa a la cisellada i el modelatge de les seves figures treballades en alt relleu, s'atribueix al taller del mestre tolosà Gilabert, i és excepcional en l'arquitectura del romànic català.
Entre els seus objectes religiosos, hi ha les lipsanoteques de Sant Quinti de Montclar i la de Sant Martí de Joval, datada del segle xi. Esmentar així mateix el calze de Sant Salvador de La Vedella.

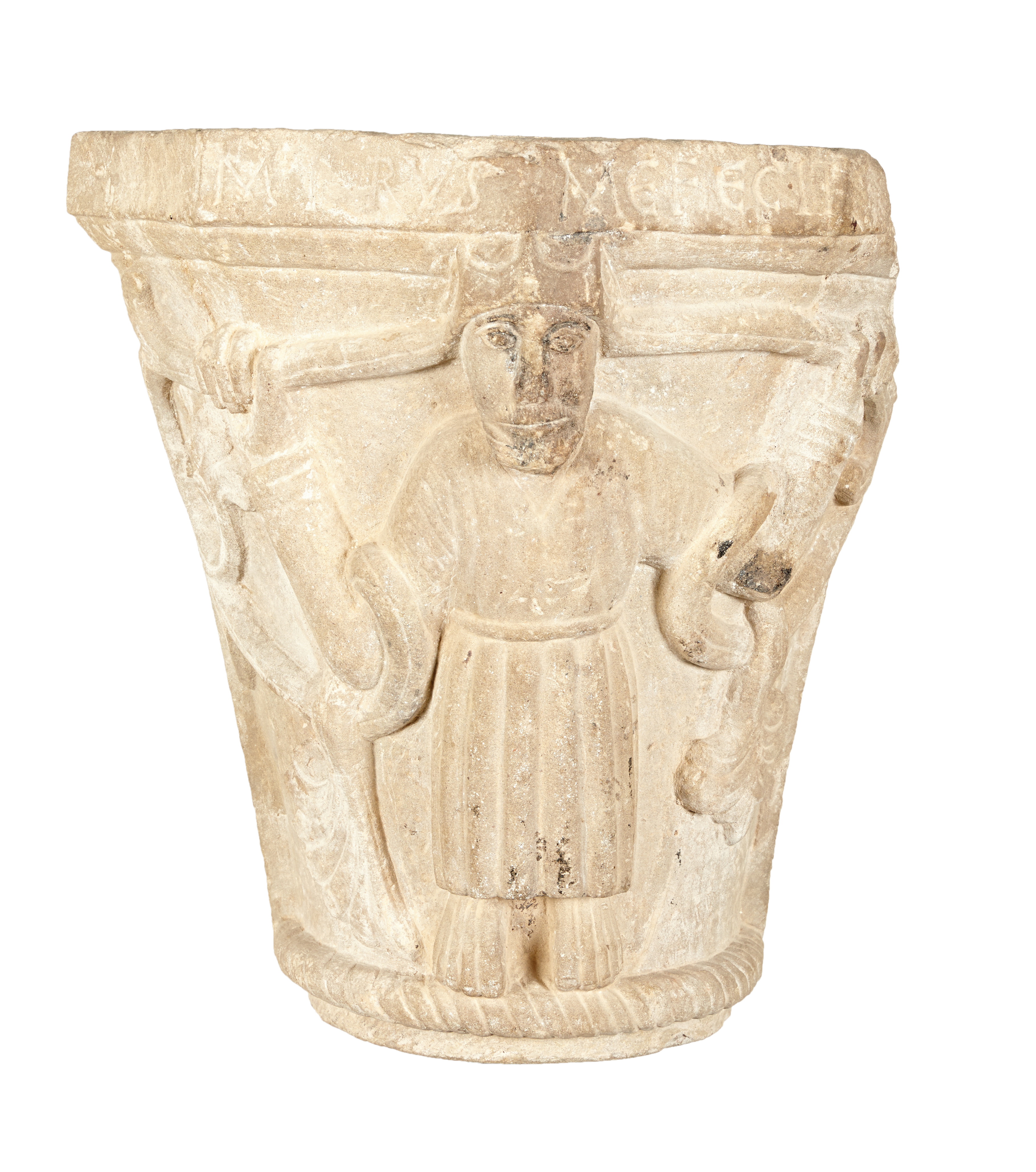
MDCS 157 - Capitell Mirvs me fecit

Té escultures en pedra com la columna historiada i diversos capitells del claustre de la catedral romànica de Solsona. Destaca així mateix un capitell procedent de Sant Pere de Madrona amb la inscripció "Mirvs me fecit".
Pel que fa a l'escultura en fusta, les talles representen marededeus policromades dels segles xii i xiii que adopten el característic model marià de sedes sapientiae.
Quant a la pintura mural, destaquem sobretot la procedent de l'església berguedana de Sant Quirze de Pedret, conjunt pictòric de l'absis central, l'arc triomfal i fragments de la part superior de la nau central, amb representacions de l'Apocalipsi. Aquest conjunt és considerat un dels màxims exponents conservats de pintura mural romànica a Catalunya. Destaquen també les pintures murals de l'església de Sant Vicenç de Rus. descobertes als anys vuitanta del segle xx.

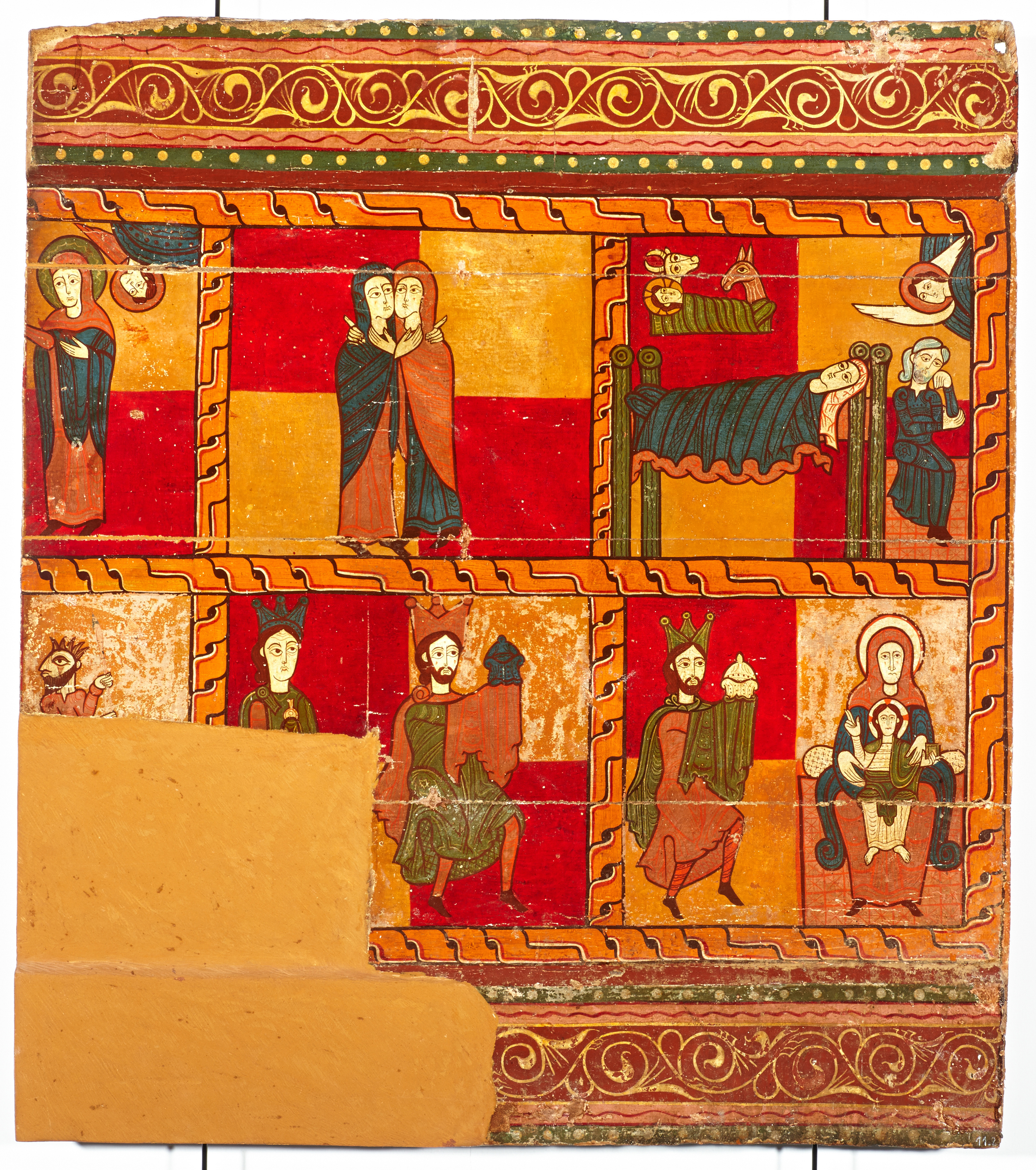
MDCS 11.2 - Sagàs

Com a testimoni de pintura sobre fusta, s'exposen els dos laterals d'altar de l'església de Sant Andreu de Sagàs (Berguedà). Aquestes dues taules inclouen en la iconografia els cicles narratius de l'encarnació i la redempció. El frontal corresponent a aquests laterals es conserva i s'exposa al Museu Episcopal de Vic.
Gòtic
A les sales d'art gòtic hi sobresurten diverses peces de primer ordreː

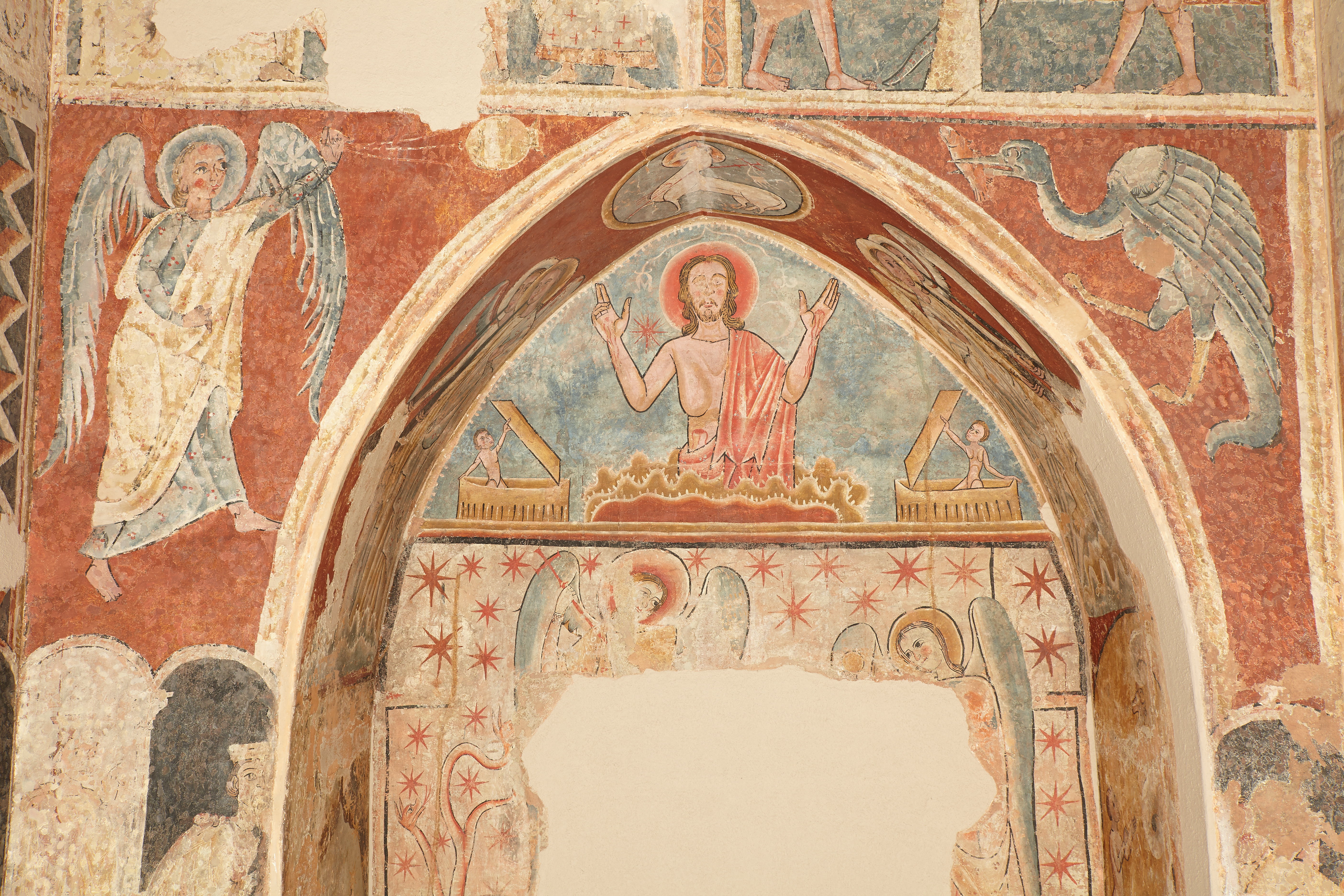
MDCS 4 - Sant Pau de Casserres

Pel que fa a la pintura mural es presenten dos clars testimonis d'aquest estil. Un primer fa referència al judici final i procedeix de l'arcosoli funerari del presbiteri de l'església de Sant Pau de Casserres atribuïdes al Mestre de Lluçà. Se situa a la primeria del gòtic lineal i és un dels millors exponents de pintura mural d'estil 1200 de Catalunya. El segon exemple, ja a finals d'aquest període lineal, correspon a les pintures murals que ocupaven la capella dedicada a sant Esteve de l'església de Sant Miquel de Cardona; la seva representació iconogràfica exposa un calvari i escenes centrades en la vida del sant.

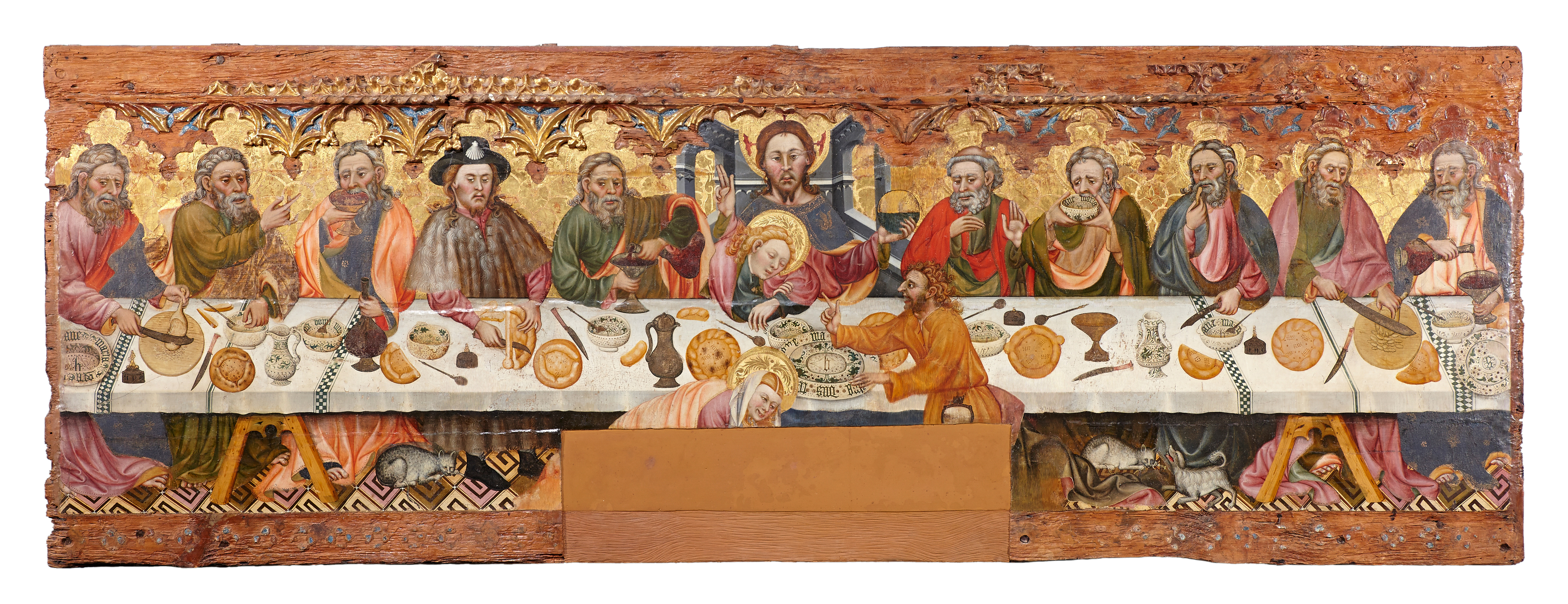
MDCS 16 - Sant Sopar

En referència a la pintura sobre fusta es poden ressaltar obres de Lluís Borrassà, (un Calvari) Pere Vall, Pere Serra o Joan de Rua, destacant una taula amb la representació iconogràfica del Sant Sopar atribuït a Jaume Ferrer i procedent de l'església de Santa Linya. Per la manera com es manifesten els elements iconogràfics que constitueixen aquesta temàtica, l'obra és concebuda com un dels exemplars més singulars de Catalunya. Un altre exemplar que cal esmentar és el fragment del retaule procedent de l'església de Sant Jaume de Frontanyà, com un dels primers testimonis de retaules situats damunt i darrere de l'altar.

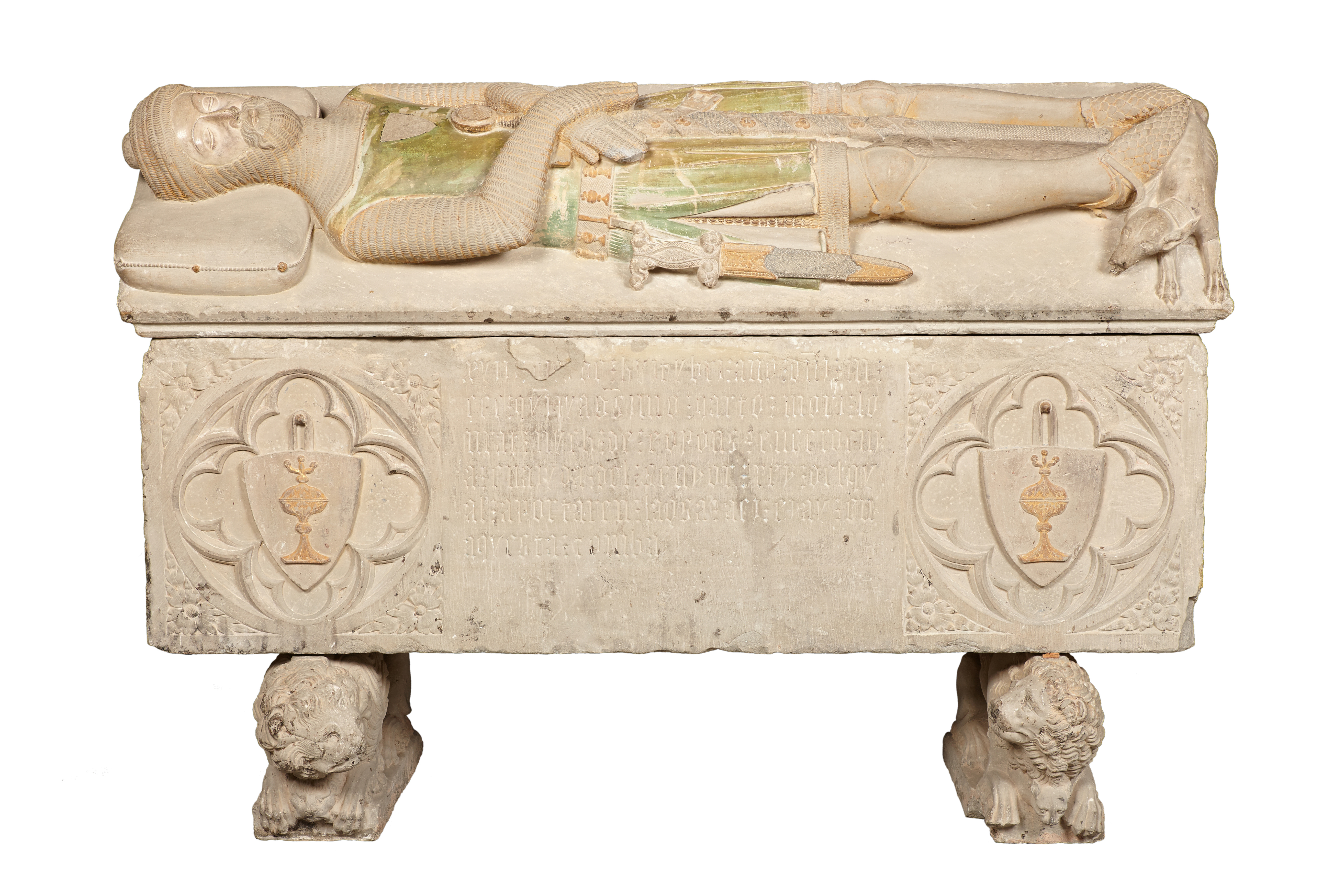
MDCS 131 - Sarcòfag d'Hug de Copons

Quant a l'escultura en pedra, el gran nombre d'objectes són elements arquitectònics procedents de construccions solsonines i del seu entorn, com per exemple bases, fusts de columnes, capitells, claus de volta, gàrgoles, entre d'altres. Destaquem la bellesa del sepulcre d'Hug de Copons procedent de l'església de Sant Julià del Llor i atribuït a Pere Moragues, com també l'ossera del mercader Bartomeu de Llobera, mort el 1401.
Entre els objectes d'arts sumptuàries destaca la imatge de la mare de Déu de vori procedent de la Capella de Sta. Maria de Sa Vila, Parròquia de Ceuró, Castellar de la Ribera (el Solsonès) o la làmpada tipus Arnolfini, molt semblant a la que apareix al quadre de Jan Van Eyck El Matrimoni Arnolfini.
Edat contemporània
Destaquem la col·lecció Etnogràfica del Solsonès, formada per més de 2500 objectes propietat de l'Ajuntament de Solsona i dipositada al Museu. Malgrat això, per temes d'espai i logística no està a l'exposició permanent, sinó que es troba als baixos del Casal de Cultura i Joventut de Solsona.
Dins el Museu hi trobem una petita mostra d'obres contemporànies, de les quals se'n remarquen diferents mostres d'objectes ceràmics i de vidre d'ús quotidià. A la darrera sala s'exposa una vitrina isabelina amb una selecció de ventalls bellament decorats dels segles XIX i XX.
Col·lecció de sal

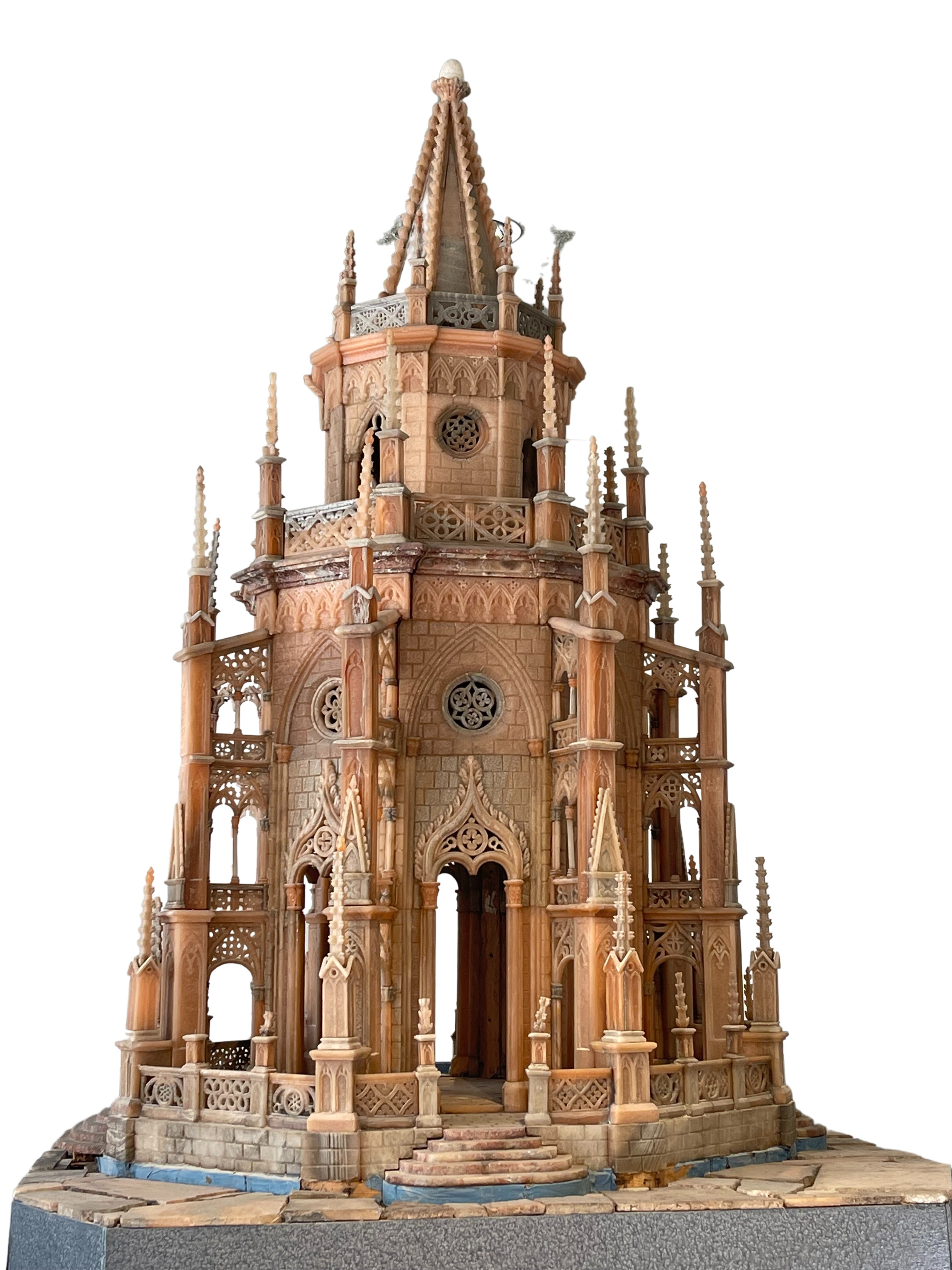
Torre Sal

A la primera sala del Museu s'exposa una selecció de maquetes i escultures i d'altres objectes variats que tenen la particularitat d'estar fets, exclusivament, amb sal gemma, procedent de les mines de Cardona. Provenen del museu de sal que Mn. Joan Riba creà a mitjan segle XIX a Cardona i que, a la seva mort, el bisbe Riu comprà i traslladà a Solsona.